# Lettore di CD-ROM

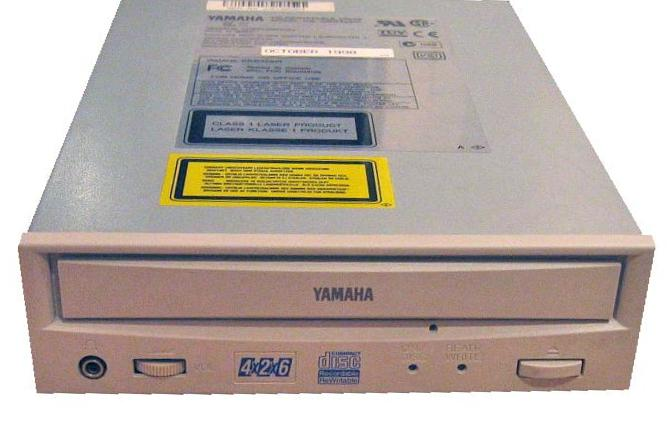
Tipico lettore CD interno

Il lettore CD-ROM è solitamente installato come periferica interna o esterna ad un computer o PC, per la lettura dei dati memorizzati sui dischi ottici CD-ROM e compact disc in generale (in numerosi formati logici, tipo CD Audio, Video CD, SVCD, SACD, ecc., tramite appositi software), e per la masterizzazione di CD-R e CD-RW, come unità di memoria di massa. 
I modelli più moderni, leggono e masterizzano anche i dischi DVD e Blu-Ray.

## Funzionamento

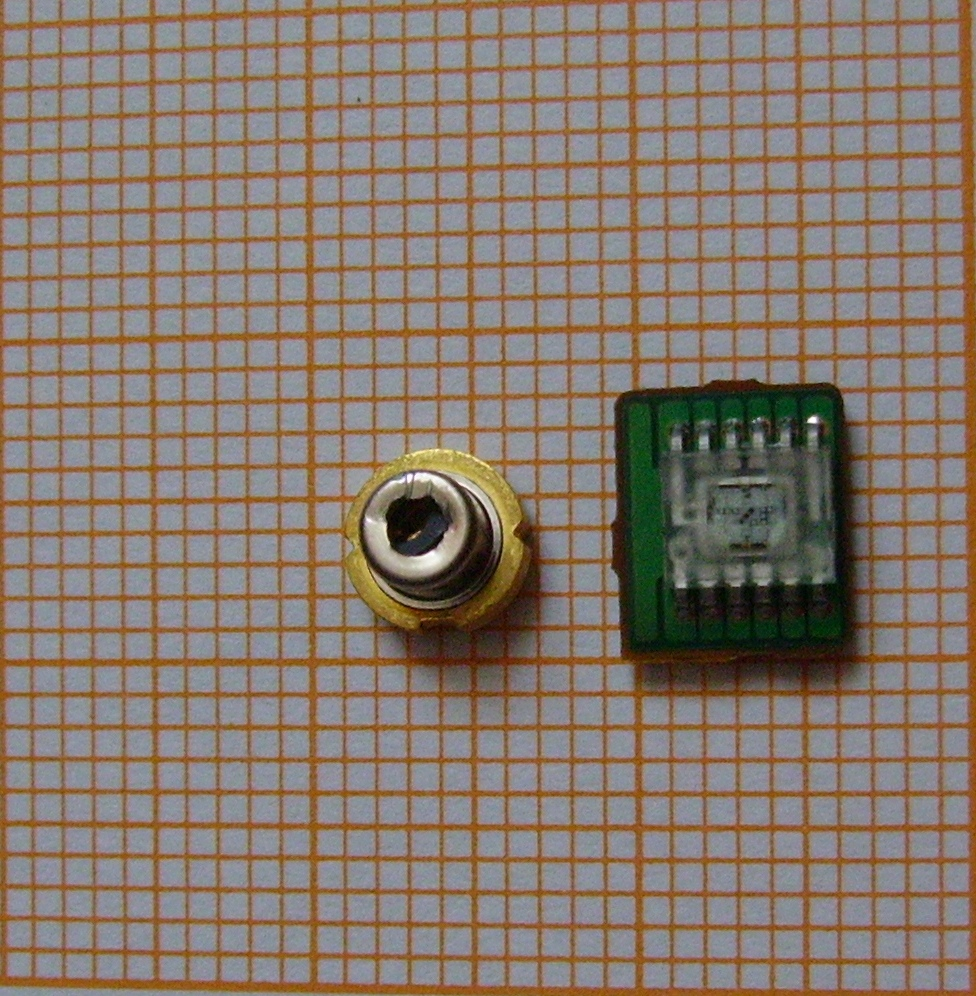
Diodi laser di un masterizzatore cd su una griglia di 1mm

Il lettore CD legge i dischi tramite un diodo laser. I dati sono scritti sul disco come una serie di microscopiche incisioni (pits), separate da spazi (lands). La superficie riflettente del disco, composta di alluminio, viene illuminata dal raggio laser per leggerne i dati. A causa della profondità dei pit, approssimativamente tra un quarto ed un sesto della lunghezza d'onda del laser utilizzato, la fase del raggio riflesso è traslata rispetto a quella del raggio emesso inizialmente. La loro sovrapposizione causa un'interferenza distruttiva che diminuisce l'intensità del raggio riflesso.
Il cambiamento di intensità di quest'ultimo è misurato e trasformato in dati binari che, opportunamente decodificati, permettono la lettura dei dati immagazzinati sul supporto.

## Tipologie
I lettori CD vengono prodotti per essere collegati al computer tramite un'interfaccia ATA, SCSI, SATA, Firewire o USB. Oppure tramite interfacce proprietarie nel caso di alcuni computer portatili. Normalmente un lettore CD è dotato di una sola interfaccia quindi essa rappresenta una caratteristica di distinzione.
I lettori CD si differenziano anche per la velocità di lettura. Essa è espressa come multiplo di una quantità base, 150 kB/s. Questa velocità di base è la velocità di riproduzione dei CD audio. Incrementando la velocità di rotazione del CD è possibile aumentare la velocità di lettura dei dati. Un lettore che riporti la dicitura 12X, è in grado quindi di leggere dati dalla superficie del CD a 1800 kB/s.
Le velocità superiori a 12X crearono inizialmente problemi relativi alle vibrazioni del disco. 20X fu considerata la velocità massima raggiungibile fino a quando Samsung introdusse l'SCR-3230, un lettore CD che utilizza un meccanismo di bilanciamento (ball bearing) per stabilizzare il disco e ridurre vibrazioni e rumore. Attualmente la velocità di lettura massima è 52X, dovuta alla resistenza strutturale del policarbonato usato nella costruzione dei CD.
Kenwood ha dimostrato la possibilità di sfruttare più laser contemporaneamente per aumentare ulteriormente la velocità di lettura. Il lettore TrueX è in grado di leggere dati alla velocità di 72X, facendo ruotare il disco alla velocità tipica dei lettori 10X.

## Classificazione per velocità di lettura
| Velocità | Megabytes/s | Megabits/s | Mebibits/s |
| -------- | ----------- | ---------- | ---------- |
| 1x       | 0,15        | 1,2        | 1,1444     |
| 2x       | 0,3         | 2,4        | 2,2888     |
| 4x       | 0,6         | 4,8        | 4,5776     |
| 8x       | 1,2         | 9,6        | 9,1553     |
| 10x      | 1,5         | 12,0       | 11,4441    |
| 12x      | 1,8         | 14,4       | 13,7329    |
| 20x      | 3,0         | 24,0       | 22,8882    |
| 32x      | 4,8         | 38,4       | 36,6211    |
| 36x      | 5,4         | 43,2       | 41,1987    |
| 40x      | 6,0         | 48,0       | 45,7764    |
| 48x      | 7,2         | 57,6       | 54,9316    |
| 50x      | 7,5         | 60,0       | 57,2205    |
| 52x      | 7,8         | 62,4       | 59,5093    |